# Zosterops silvanus
Zosterops silvanus — вид воробьиных птиц из семейства белоглазковых. 

## Таксономия
Иногда данный вид считают подвидом Zosterops poliogastrus.

## Распространение
Встречаются только в горах Таита в юго-восточной части Кении.

## Описание
Длина тела 11—11.3 см. Ширина белого глазного кольца необычно большая — 4 мм. Птица сверху темно-коричневая, с желтоватыми краями крыльев. Брюшко серое, горло и подхвостье зеленовато-желтые. Глаза коричневые, клюв чёрный, а ноги от серо-серого до светло-серого цвета.

## Охранный статус
МСОП присвоил виду охранный статус EN.